# حركة الديمقراطيين التقدميين
حركة الديمقراطيين التقدميين (بالفرنسية: Mouvement des Démocrates Progressistes)‏ كان حزبا سياسيا في بوركينا فاسو.

## التاريخ
تأسس الحزب في 15 أكتوبر 1987 من قبل هيرمان ياموجو. وانضم إلى الجبهة الشعبية، ولكن تم تعليقه من الجبهة في يوليو 1990 بعد مشاكل داخلية. في ديسمبر 1990 انفصل ياميوغو عن الحزب لتأسيس التحالف من أجل الديمقراطية والاتحاد.
فاز الحزب بمقعد واحد في الانتخابات البرلمانية عام 1992. في عام 1996 اندمج الحزب في المؤتمر للديمقراطية والتقدم الجديد.